# Liste des maires de Beynost

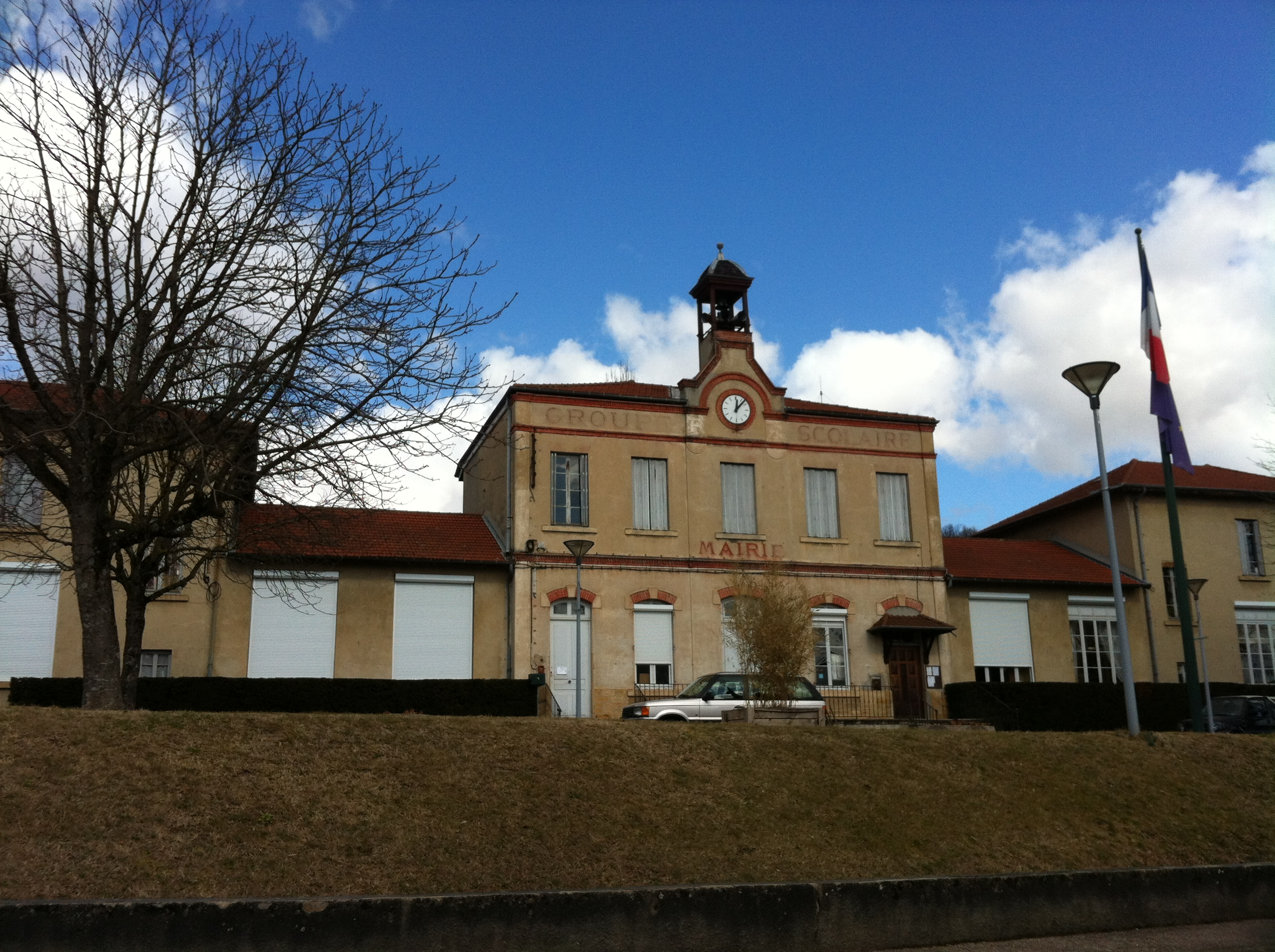
La mairie de Beynost en mars 2012.

La liste des maires de Beynost présente la liste des maires de la commune de Beynost, dans l'Ain.

## Liste des maires successifs depuis 1800
| Période                  | Période                     | Identité                             | Étiquette        | Qualité                                         |
| ------------------------ | --------------------------- | ------------------------------------ | ---------------- | ----------------------------------------------- |
| 1800                     | 1808                        | Louis Meillard                       |                  |                                                 |
| 1808                     | 1815                        | Antoine Delorme (1767 - 1852)        |                  |                                                 |
| 4 juin 1815              | 12 août 1815                | Claude Mollet (1755 - 1816)          |                  |                                                 |
| 1815                     | 1816                        | Antoine Delorme (1767 - 1852)        |                  |                                                 |
| 1816                     | 1821                        | Maurice Debout (1777 - 1848)         |                  |                                                 |
| 1821                     | 1832 (démission)            | Antoine Delorme (1767 - 1852)        |                  |                                                 |
| 1832                     | 15 janvier 1843 (démission) | Claude André (père) (1789 - 1866)    |                  |                                                 |
| 4 février 1843 (serment) | 1845                        | Jean André                           |                  |                                                 |
| 1845                     | 1849                        | Barthélémy Delorme (1815 - 1890)     |                  |                                                 |
| 1849                     | 1852                        | Maurice Debout                       |                  |                                                 |
| 1852                     | 1855                        | Jean-Baptiste Meillard (1813 - 1890) |                  |                                                 |
| 1855                     | 1872                        | Barthélémy Delorme (1815 - 1890)     |                  |                                                 |
| 1872                     | 1878                        | Claude André (fils) (1815 - 1903)    |                  |                                                 |
| 1878                     | 1881                        | Eugène Pernet                        |                  |                                                 |
| 1881                     | 1884                        | Antoine Rigaud                       |                  |                                                 |
| 1884                     | 1888                        | Claude André (fils) (1815 - 1903)    |                  |                                                 |
| 1888                     | décembre 1931               | Jean-Marius André (1860 - 1931)      |                  | conseiller général en 1907                      |
| janvier 1932             | 1944                        | Claudius André (1891 - 1945)         |                  |                                                 |
| 1945                     | 1965                        | Henry Gabrielle                      |                  | médecin et militaire                            |
| 1965                     | 1969                        | Lucien Breton                        |                  |                                                 |
| 1969                     | 1981 (démission)            | André Enjolras (1920 - 1987)         |                  |                                                 |
| 1981                     | 1983                        | Michel Derain                        |                  |                                                 |
| 16 mars 1983             | 1er décembre 1985           | Jean Lamy                            |                  |                                                 |
| 2 décembre 1985          | 20 avril 1995               | Yves Voisin                          |                  |                                                 |
| juin 1995                | mars 2008                   | Claude-Jean Garnier                  |                  |                                                 |
| mars 2008                | mai 2016                    | Michel Nicod                         | DVD              |                                                 |
| mai 2016                 | En cours                    | Caroline Terrier                     | LR puis Horizons | Conseillère départementale du Canton de Miribel |

Entre 1790 et 1800, Louis Madrat (1732 - 1807), Louis Meillard, Claude Madra et Claude Mollet (en tant qu'agent national) se succèdent à la tête de la commune.
D'octobre 1944 à mai 1945, un comité local de libération est présidé par Henri Turquier.

## Pour approfondir